# Mycopsylla mathuriana
Mycopsylla mathuriana är en insektsart som beskrevs av Kandasamy 1987. Mycopsylla mathuriana ingår i släktet Mycopsylla och familjen Homotomidae. Inga underarter finns listade i Catalogue of Life.